# 尚贝里亚
尚贝里亚（法語：Chambéria，法語發音：[ʃɑ̃beʁja]）是法国汝拉省的一个市镇，属于隆斯勒索涅区。

## 地理
尚贝里亚（46°27'50"N, 5°33'37"E）面积14.67 平方千米，位于法国勃艮第-弗朗什-孔泰大區汝拉省，该省份为法国东部内陆省份，北起上索恩省，西北接科多尔省，西临索恩-卢瓦尔省，南至安省，东与杜省和瑞士接壤。
与尚贝里亚接壤的市镇（或旧市镇、城区）包括：奥热莱、沙韦里亚、瓦卢斯河畔马里尼亚、楠屈斯、萨罗尼亚、瓦尔赞-昂珀蒂特蒙塔涅。

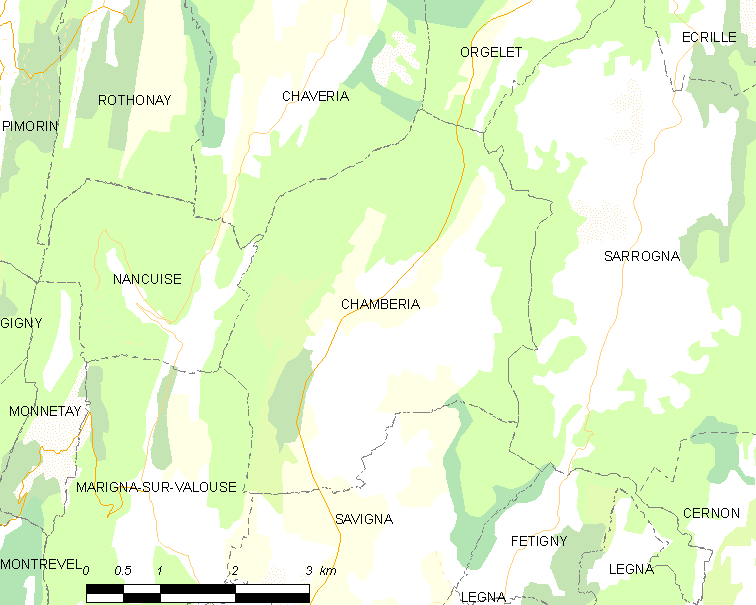
尚贝里亚的OSM定位图

尚贝里亚的时区为UTC+01:00、UTC+02:00（夏令时）。

## 行政
尚贝里亚的邮政编码为39270，INSEE市镇编码为39092。

## 政治
尚贝里亚所属的省级选区为穆瓦朗昂蒙塔涅县。

## 人口

1962-2008年间尚贝里亚人口变化图示

尚贝里亚于2022年1月1日时的人口数量为195人。